# 1129
Évszázadok: 11. század – 12. század – 13. század
Évtizedek: 1070-es évek – 1080-as évek – 1090-es évek – 1100-as évek – 1110-es évek – 1120-as évek – 1130-as évek – 1140-es évek – 1150-es évek – 1160-as évek – 1170-es évek
Évek: 1124 – 1125 – 1126 – 1127 –  1128 – 1129 – 1130 – 1131 – 1132 – 1133 – 1134

## Események

### Határozott dátumú események
- január 13. – A troyes-i zsinat jóváhagyja a templomosok szabályzatát, akik így szerzetes rendként működtek tovább.[1]

### Határozatlan dátumú események
- október – A Magyar Királyság és a Bizánci Birodalom. megköti a barancsi békét.[2]
- az év folyamán – 
  - II. István visszafoglalja a bizánciaktól Barancsot.[2]
  - Toba volt japán császár kolostorba vonul, de beleszólhat az államügyekbe.

## Születések
- III. Henrik szász herceg  († 1195)

## Halálozások
- Sirakava japán császár